# Calycanthus chinensis
Calycanthus chinensis är en tvåhjärtbladig växtart som beskrevs av Cheng & S. Y. Chang. Calycanthus chinensis ingår i släktet Calycanthus och familjen Calycanthaceae. Inga underarter finns listade i Catalogue of Life.